# Клинтън (окръг, Ню Йорк)
Вижте пояснителната страница за други значения на Клинтън.
Окръг Клинтън (на английски: Clinton County) е окръг в щата Ню Йорк, Съединени американски щати. Площта му е 2896 km², а населението - 80 980 души (2017). Административен център е град Платсбърг.